# Kery

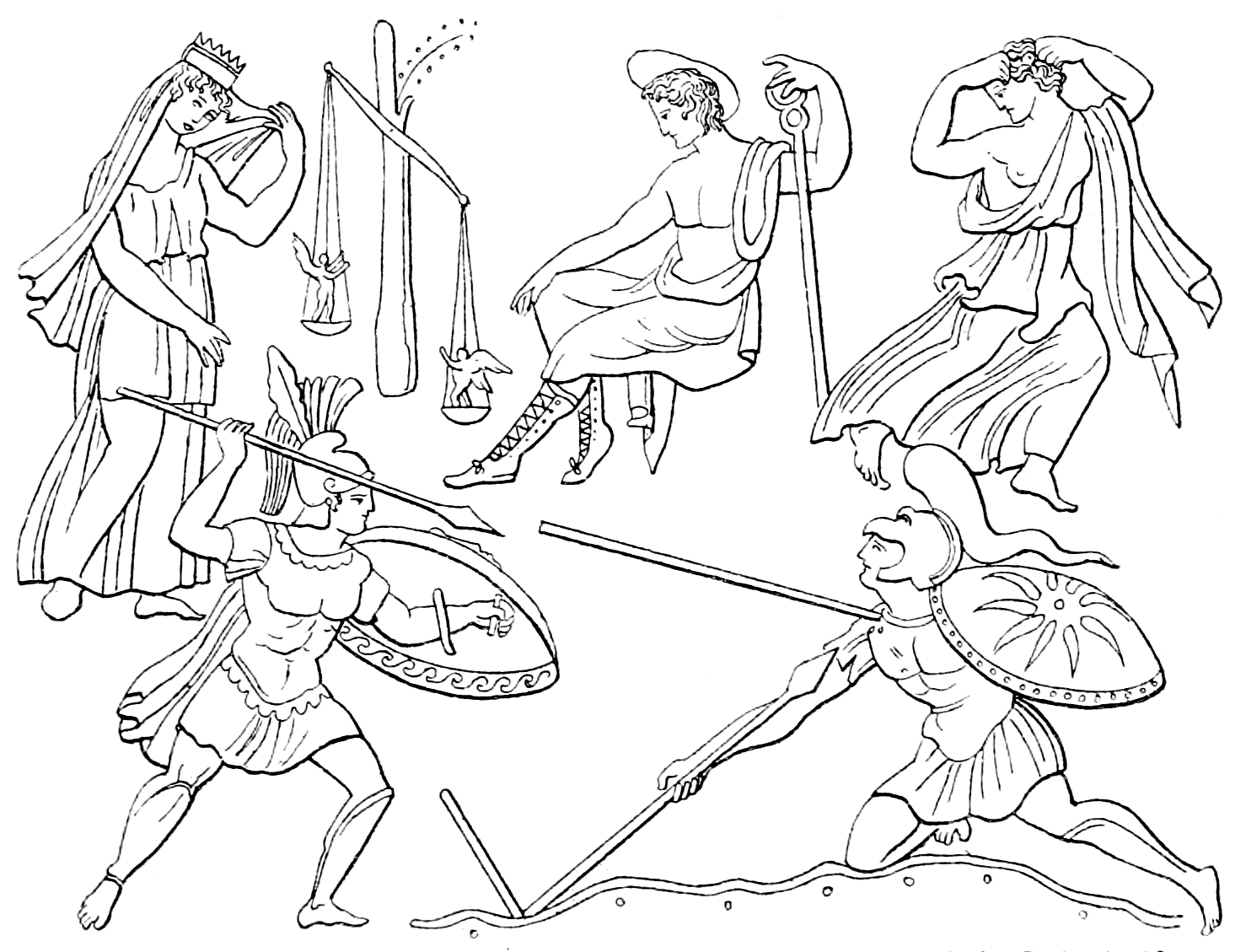
Scena kerostazji towarzysząca pojedynkowi Achillesa z Memnonem (przerys malowidła z południowoitalskiej lutrofory, kon. IV wieku p.n.e.)

Kery (stgr. κῆρες kē̂res, lp κήρ kḗr) – w mitologii greckiej żeńskie demony śmierci związane z Przeznaczeniem.
Uważane za córki Nyks (nocy) i za siostry Morosa (losu, przeznaczenia), Tanatosa (śmierci) i Hypnosa (snu). Hezjod w Teogonii obok jednej kery wymienia ich wiele.
Były zwiastunami nieszczęścia, okrutnymi i złowrogimi bóstwami gwałtownej śmierci, wydostającymi się z krainy zmarłych (Hadesu) na ziemię podczas wojen i krążącymi na polach bitew, gdzie walcząc o zdobycz, polowały na rannych i zabitych. Przedstawiano je w postaci czarnych skrzydlatych istot o strasznym wyglądzie, okrytych płaszczem nasiąkniętym krwią. Wielkimi zębami i długimi pazurami rozszarpywały ciała padłych wojowników, wysysając z nich krew. Towarzyszył im pożerający zwłoki demon Eurynomos. Wraz z nim zaliczano je do orszaku Aresa, podobnie jak Dejmosa, Fobosa i Eris.
Wierzono, że każdy człowiek ma własną kerę, będącą zarazem wyznacznikiem rodzaju życia lub śmierci, jak np. w przypadku wyboru dokonanego przez Achillesa. W Iliadzie Homera są one uosobieniem losów jego bohaterów, gdy w akcie kerostazji Zeus odważa na szalach kery Achillesa i Hektora albo decydują one o życiu Achillesa i Memnona.
Swą rolą i wyglądem nierzadko mylone z Harpiami, Mojrami i Eryniami, szczególnie z tymi ostatnimi jako boginiami krwawej zemsty. W epoce klasycznej występują raczej jako pojęcia literackie zapożyczone od Homera. Nie lubiane przez  bogów i ludzi, rzadko wyobrażano je w ikonografii.